# Турецкая страсть
«Турецкая страсть» (исп. La pasión turca) — эротическая драма испанского режиссёра Висенте Аранды по одноимённому роману испанского писателя Антонио Галы. Премьера фильма состоялась 16 декабря 1994 года в Испании.
Изначально режиссёром проекта должен был стать Марио Камус.

## Сюжет
Десидерия Оливан — обеспеченная женщина из Авилы — выходит замуж за Рамиро, красивого молодого человека с перспективным будущим. Он — внимательный, но не очень страстный муж, и после пяти лет брака они начинают беспокоиться о том, что у них всё ещё нет детей.
Однажды во время празднования дня рождения Рамиро Десидерия, её муж и ещё две пары решают отправиться в Турцию. В Стамбуле Десидерия страстно влюбляется в красивого турецкого гида Ямана и старается уличить любую минуту, чтобы насладиться сексом со своим любовником.
Вернувшись домой, Десидерия не может думать ни о ком, кроме Ямана, который перед отъездом клялся ей в вечной любви. Она безуспешно пытается связаться с ним. Вскоре Десидерия узнаёт, что она беременна. Рамиро знает, что он не может быть отцом, и протестует против решения жены оставить ребёнка. Десидерия предлагает развестись, но Рамиро соглашается усыновить дитя. Однако вскоре ребёнок умирает от высокой температуры и судорог.
После похорон скорбящая Десидерия отправляется в Турцию, чтобы попытаться забыться в объятиях своего возлюбленного. Она находит Ямана в Каппадокии и он отвозит её в свой скромный дом в Стамбуле. Они снова счастливы и предаются любви.
Однажды к ним приходит пожилая мать Ямана с двумя его детьми от первого брака. Десидерия узнаёт, что её возлюбленный отъявленный ловелас. Её знакомая Паулина из испанского посольства знает о репутации Ямана и предостерегает Десидерию, однако та не следует совету. После того, как она снова забеременела, Яман настоял, чтобы Десидерия сделала аборт, который прошёл неудачно и привёл к бесплодию.
Помимо работы гидом Яман вместе с братом продает турецкие ковры на базаре. Оба они решают заставить Десидерию работать на них. Кроме продажи ковров, она должна оказывать сексуальные услуги их клиентам и партнёрам по бизнесу. С помощью Паулины она возвращается в Испанию.
В аэропорту Мадрида Десидерию встречают её подруга Лаура с мужем. Они отвозят её в отель, но та отказывается от дальнейшей помощи своих друзей. Чтобы попытаться понять, как она чувствует себя с мужчиной, Десидерия занимается сексом со случайным встречным. Из-за неспособности испытывать чувства, которые у неё были с Яманом, она возвращается в Турцию.
Яман избивает Десидерию, но она всё равно желает быть только с ним. Яман позволяет ей остаться, но их отношения ухудшаются. Теперь Десидерия охотно принимает участие в аферах Ямана и даже имеет сексуальные отношения втайне от него, но Яман сохраняет свое сексуальное господство над ней.
Десидерия помогает Яману помириться с одним из поставщиков ковров. Удовлетворив похоть пожилого вуайериста, она получает от него пистолет в подарок. Вернувшись домой, она застаёт Ямана, занимавшегося сексом с женщиной и мужчиной. Яман тащит всех в бар, где Десидерия стреляет ему между ног. Затем она навсегда покидает Стамбул.

## В ролях
| Актёр           | Роль             |
| --------------- | ---------------- |
| Ана Белен       | Десидерия Оливан |
| Жорж Коррафас   | Яман             |
| Рамон Мадаула   | Рамиро           |
| Сильвия Мунт    | Лаура            |
| Элио Педрегаль  | Артуро           |
| Бланка Апиланес | Фелиса           |
| Франсис Лоренсо | Марсело          |
| Лолес Леон      | Паулина          |
| Лаура Манья     | Бланш            |

## Награды и номинации
- 1995 — Премия «Гойя»[2]:
  - лучший продюсер — Хосе Луис Эсколар
  - лучшая музыка — Хосе Ньето
  - номинация на лучший фильм — Висенте Аранда
  - номинация на лучшего режиссёра — Висенте Аранда
  - номинация на лучший адаптированный сценарий — Висенте Аранда
  - номинация на лучшего оператора — Хосе Луис Алькайне
  - номинация на лучшего художника-постановщика — Хосеп Росель
  - номинация на лучшего художника по костюмам — Нереида Бонмати
  - номинация на лучшую актрису — Ана Белен
  - номинация на лучший грим — Хуан-Педро Эрнандес и Маноло Карретеро
  - номинация на лучшую актрису второго плана — Сильвия Мунт
  - номинация на лучший звук — Жиль Ортион и Рикард Касалс
- 1995 — Номинация на премию «Серебряный Св. Георгий» Московского международного кинофестиваля — Висенте Аранда[3]
- 1995 — Премия ADIRCAE за лучшую женскую роль — Ана Белен[4][5]
- 1995 — Премия испанского кружка киносценаристов за лучшую музыку — Хосе Ньето[6][7]
- 1995 — Премия Fotogramas de Plata за лучшую женскую роль — Ана Белен[8]
- 1995 — Номинация на премию кинофестиваля в Грамаду (Бразилия) за лучший латиноязычный фильм — Висенте Аранда[9]
- 1995 — Премия Святого Георгия за лучшую женскую роль в испанском фильме — Сильвия Мунт[10][11]
- 1995 — Премия Yoga:[12]
  - худшая женская роль в испанском фильме — Ана Белен
  - худший постер к фильму

## Критика
По мнению ряда критиков, фильм перегружен обилием эротических сцен. Также в вину Аранде ставили изменённый, в сравнении с романом Галы, финал истории (в книге Десидерия кончает жизнь самоубийством), с чем не был согласен и сам писатель.
Как отмечал в своей рецензии Сергей Кудрявцев: «Хотя испанский режиссёр Висенте Аранда, обративший на себя повышенное внимание международной критики уже в пожилом возрасте („Любовники“ он сделал в 65 лет), старается развить в „Турецкой страсти“ линию криминальной эротической мелодрамы, его явно затянутая лента большую часть действия напоминает обычную „мыльную оперу“ с придуманными страстями испанки-туристки и турка-гида».
Аргентинский кинокритик Гильермо Раваскино похвалил игру Аны Белен, при этом невысоко оценив Жоржа Коррафасa, чьй персонаж, по его мнению, является набором  клише  и представляет собой «карикатуру, нарисованную предвзятым жителем Запада».

## Саундтрек
Саундтрек к фильму выпущен в 1999 году под лейблом JMB Ediciones.

### Список композиций
| Номер | Название трека                      |
| ----- | ----------------------------------- |
| 1     | Obertura                            |
| 2     | La Noche Del Fuego                  |
| 3     | ¿Y Si No Volveis?                   |
| 4     | El Cura / La Caja de Caudales       |
| 5     | ¡Señor Contempla A Tus Libertarias! |
| 6     | Un Nuevo Mundo                      |
| 7     | Toma de San Román                   |
| 8     | Se Han Ido Las Ratas                |
| 9     | Tema de Amor y Muerte               |
| 10    | El Despertador                      |
| 11    | Se Ha Parado El Reloj               |
| 12    | Una Estrella Llamada Libertad       |
| 13    | Epílogo                             |